# Distrito de Baja
El distrito de Baja (húngaro: Bajai járás) es un distrito húngaro perteneciente al condado de Bács-Kiskun.
En 2013 tenía 66 600 habitantes. Su capital es Baja.

## Municipios
El distrito tiene una ciudad (en negrita), un pueblo mayor (en cursiva) y 15 pueblos (población a 1 de enero de 2013):
- Bácsszentgyörgy (174)
- Baja (36 224) – la capital
- Bátmonostor (1519)
- Csátalja (1485)
- Csávoly (1882)
- Dávod (2003)
- Dunafalva (905)
- Érsekcsanád (2830)
- Érsekhalma (599)
- Felsőszentiván (1865)
- Gara (2359)
- Hercegszántó (2085)
- Nagybaracska (2281)
- Nemesnádudvar (1874)
- Sükösd (3727)
- Szeremle (1417)
- Vaskút (3371)